# Стрільба на літніх Олімпійських іграх 2024
Змагання зі стрільби на літніх Олімпійських іграх 2024 відбувалися з 27 липня по 5 серпня 2024 року. Було розіграно 15 комплектів нагород. Змагання пройдуть у місті Шатору, де знаходиться «Національний стрілецький центр».
Кількість спортсменів зменшиться з 360 до 340. У програмі змагань відбулися зміни: змішані змагання у трапі замінили змішані змагання у скиті.

## Кваліфікація
На початку 2022 року Міжнародна федерація стрілецького спорту ухвалила розіграти 340 квотних місць з рівним розподілом між чоловіками та жінками.
Відповідно до указу Міжнародної федерації стрілецького спорту кваліфікаційний період починається з Чемпіонату Європи 2022 року зі стрільби з гладкоствольної зброї в Ларнаці, Кіпр, і з малокаліберної гвинтівки та пістолета у Вроцлаві, Польща. Там шістнадцять квотних місць буде надано двом найкращим НОК у кожному виді програми. До кінця сезону 2022 року буде розподілено ще шістдесят квот, включаючи сорок вісім в окремих змаганнях зі стрільби з гвинтівки, пістолета та дробовика на Чемпіонаті світу.
Після завершення кваліфікаційного періоду та отримання офіційного списку квот на всі НОКи ISSF перевірить список світового рейтингу в кожному окремому виді зброї. Стрілець з найвищим рейтингом, який не пройшов кваліфікацію в жодному змаганні та чий НОК не має місця в певному змаганні, отримає пряме місце за олімпійською квотою.
Подібно до попередніх Ігор, країні-господарці Франції гарантовано дванадцять місць, по одному в кожному виді зброї.

## Розклад
| Q | Кваліфікація | Ф | Фінал |

| Дисципліна↓/Дата →                               | Суб 27 | Суб 27 | Нед 28 | Нед 28 | Пон 29 | Пон 29 | Вів 30 | Вів 30 | Сер 31 | Сер 31 | Чет 1 | Чет 1 | П'ят 2 | П'ят 2 | Суб 3 | Суб 3 | Нед 4 | Нед 4 | Пон 5 | Пон 5 |
| ------------------------------------------------ | ------ | ------ | ------ | ------ | ------ | ------ | ------ | ------ | ------ | ------ | ----- | ----- | ------ | ------ | ----- | ----- | ----- | ----- | ----- | ----- |
| Гвинтівка                                        |        |        |        |        |        |        |        |        |        |        |       |       |        |        |       |       |       |       |       |       |
| пневматична гвинтівка, 10 метрів (чоловіки)      |        |        | Q      |        |        | Ф      |        |        |        |        |       |       |        |        |       |       |       |       |       |       |
| гвинтівка з трьох положень, 50 метрів (чоловіки) |        |        |        |        |        |        |        |        | Q      |        | Ф     |       |        |        |       |       |       |       |       |       |
| пневматична гвинтівка, 10 метрів (жінки)         |        |        | Q      |        |        | Ф      |        |        |        |        |       |       |        |        |       |       |       |       |       |       |
| гвинтівка з трьох положень, 50 метрів (жінки)    |        |        |        |        |        |        |        |        |        |        |       | Q     |        | Ф      |       |       |       |       |       |       |
| пневматична гвинтівка, 10 метрів (мікст)         | Q      | Ф      |        |        |        |        |        |        |        |        |       |       |        |        |       |       |       |       |       |       |
| Пістолет                                         |        |        |        |        |        |        |        |        |        |        |       |       |        |        |       |       |       |       |       |       |
| пневматичний пістолет, 10 метрів (чоловіки)      | Q      |        |        | Ф      |        |        |        |        |        |        |       |       |        |        |       |       |       |       |       |       |
| швидкісний пістолет, 25 метрів (чоловіки)        |        |        |        |        |        |        |        |        |        |        |       |       |        |        |       |       | Q     |       |       | Ф     |
| пневматичний пістолет, 10 метрів (жінки)         | Q      |        |        | Ф      |        |        |        |        |        |        |       |       |        |        |       |       |       |       |       |       |
| пістолет, 25 метрів (жінки)                      |        |        |        |        |        |        |        |        |        |        |       |       | Q      |        |       | Ф     |       |       |       |       |
| пневматичний пістолет, 10 метрів (мікст)         |        |        |        |        | Q      |        |        | Ф      |        |        |       |       |        |        |       |       |       |       |       |       |
| Стендова стрільба                                |        |        |        |        |        |        |        |        |        |        |       |       |        |        |       |       |       |       |       |       |
| трап (чоловіки)                                  |        |        |        |        | Q      | Q      | Q      | Ф      |        |        |       |       |        |        |       |       |       |       |       |       |
| скит (чоловіки)                                  |        |        |        |        |        |        |        |        |        |        |       |       | Q      | Q      | Q     | Ф     |       |       |       |       |
| трап (жінки)                                     |        |        |        |        |        |        | Q      | Q      | Q      | Ф      |       |       |        |        |       |       |       |       |       |       |
| скит (жінки)                                     |        |        |        |        |        |        |        |        |        |        |       |       |        |        | Q     | Q     | Q     | Ф     |       |       |
| скит (мікст)                                     |        |        |        |        |        |        |        |        |        |        |       |       |        |        |       |       |       |       | Q     | Ф     |

## Медалісти

### Таблиця медалей
*   Країна-господарка (Франція)
| Місце                | NOC                  | Золото | Срібло | Бронза | Загалом |
| -------------------- | -------------------- | ------ | ------ | ------ | ------- |
| 1                    | Китай                | 5      | 2      | 3      | 10      |
| 2                    | Південна Корея       | 3      | 3      | 0      | 6       |
| 3                    | США                  | 1      | 3      | 1      | 5       |
| 4                    | Італія               | 1      | 2      | 1      | 4       |
| 5                    | Велика Британія      | 1      | 1      | 0      | 2       |
| 6                    | Гватемала            | 1      | 0      | 1      | 2       |
| 6                    | Швейцарія            | 1      | 0      | 1      | 2       |
| 8                    | Сербія               | 1      | 0      | 0      | 1       |
| 8                    | Чилі                 | 1      | 0      | 0      | 1       |
| 10                   | Туреччина            | 0      | 1      | 0      | 1       |
| 10                   | Україна              | 0      | 1      | 0      | 1       |
| 10                   | Франція              | 0      | 1      | 0      | 1       |
| 10                   | Швеція               | 0      | 1      | 0      | 1       |
| 14                   | Індія                | 0      | 0      | 3      | 3       |
| 15                   | Австралія            | 0      | 0      | 1      | 1       |
| 15                   | Казахстан            | 0      | 0      | 1      | 1       |
| 15                   | Китайський Тайбей    | 0      | 0      | 1      | 1       |
| 15                   | Угорщина             | 0      | 0      | 1      | 1       |
| 15                   | Хорватія             | 0      | 0      | 1      | 1       |
| Загалом (19 збірних) | Загалом (19 збірних) | 15     | 15     | 15     | 45      |

### Чоловіки
| Дисципліна                                          | Золото                        | Срібло                          | Бронза                          |
| --------------------------------------------------- | ----------------------------- | ------------------------------- | ------------------------------- |
| Пневматичний пістолет, 10 метрів                    | Сє Юй · Китай                 | Федеріко Ніло Мальдіні · Італія | Паоло Монна · Італія            |
| Швидкісний пістолет, 25 метрів                      | Лі Юехун · Китай              | Чхо Йон Че · Південна Корея     | Ван Синьцзє · Китай             |
| Пневматична гвинтівка, 10 метрів                    | Шен Ліхао · Китай             | Віктор Ліндґрен · Швеція        | Міран Марічич · Хорватія        |
| Дрібнокаліберна гвинтівка, 50 метрів, три положення | Лю Юйкунь · Китай             | Сергій Куліш · Україна          | Свапніл Кусале · Індія          |
| Трап                                                | Натан Гейлс · Велика Британія | Ці Їн · Китай                   | Жан п'єр Броль · Гватемала      |
| Скит                                                | Вінсент Генкок · США          | Коннер Прінс · США              | Лі Мен-юань · Китайський Тайбей |

### Жінки
| Дисципліна                                          | Золото                       | Срібло                         | Бронза                    |
| --------------------------------------------------- | ---------------------------- | ------------------------------ | ------------------------- |
| Пневматичний пістолет, 10 метрів                    | О Є Чін · Південна Корея     | Кім Є-Джі · Південна Корея     | Ману Бгакер · Індія       |
| Пістолет, 25 метрів                                 | Ян Чі Ін · Південна Корея    | Камій Єдржеєвські · Франція    | Вероніка Майор · Угорщина |
| Пневматична гвинтівка, 10 метрів                    | Пан Хьо Чін · Південна Корея | Хуан Ютін · Китай              | Одрі Ґонья · Швейцарія    |
| Дрібнокаліберна гвинтівка, 50 метрів, три положення | К'яра Леоне · Швейцарія      | Саґен Маддалена · США          | Чжан Цюн'юе · Китай       |
| Трап                                                | Адріана Руано · Гватемала    | Сільвана Станко · Італія       | Пенні Сміт · Австралія    |
| Скит                                                | Франциска Кроветто · Чилі    | Ембер Руттер · Велика Британія | Остін Сміт · США          |

### Змішані змагання
| Дисципліна                       | Золото                                      | Срібло                                           | Бронза                                      |
| -------------------------------- | ------------------------------------------- | ------------------------------------------------ | ------------------------------------------- |
| Пневматичний пістолет, 10 метрів | Сербія (SRB) Зорана Аруновіч Дамір Мікец    | Туреччина (TUR) Шевваль Ілайда Тархан Юсуф Дікеч | Індія (IND) Ману Бгакер Сарабджот Сінґг     |
| Пневматична гвинтівка, 10 метрів | Китай (CHN) Хуан Ютін Шен Ліхао             | Південна Корея (KOR) Ким Чі Хьон Пак Ха Чун      | Казахстан (KAZ) Олександра Ле Іслам Сатпаєв |
| Скит                             | Італія (ITA) Діана Бакосі Габріеле Россетті | США (USA) Остін Сміт Вінсент Генкок              | Китай (CHN) Цзян Їтін Лю Цзяньлінь          |